# George Lister
George Andrew Lister (ur. 6 listopada 1886 w Perth, zm. 1 maja 1973 w Toronto) – kanadyjski lekkoatleta, długodystansowiec.
Podczas igrzysk olimpijskich w Londynie (1908 r.) zajął 27. (ostatnie) miejsce w maratonie z czasem 4:22:45.